# Xanto
Xanto (em grego: Ξάνθος, Xanthos), filho de Ptolomeu, foi o último rei mitológico de Tebas. Ele perdeu um duelo para Andropompo ou Melanto (filho de Andropompo), e depois da sua morte os tebanos adotaram a oligarquia como forma de governo. 
De acordo com o texto bizantino Suda, houve um conflito de fronteiras entre Atenas e a Beócia. Xanto desafiou Timetes, rei de Atenas, para um duelo, que não aceitou; mas Melanto aceitou lutar por Atenas. Melanto usou de um truque sujo, e matou Xanto. Pausânias também menciona que o duelo não foi uma luta justa, mas não dá mais detalhes. Pelos cálculos de Jerônimo de Estridão, o duelo ocorreu em 1127 a.C..